# Plexo sacro
En los humanos y otros animales, el plexo sacro es una red de nervios constituida por el tronco lumbosacro y las ramas anteriores de los tres primeros nervios sacros. Por medio de sus ramos colaterales y terminales , contribuye a la inervación sensitiva, motora, vasomotora y propioceptiva de la región glútea, miembro inferior y pelvis.

## Constitución
Gran número de autores dividen al plexo sacro  en dos partes: el plexo sacro propiamente dicho, que comprende los nervios que van al miembro inferior y a la cintúra pélvica, y el plexo pudendo destinado al perineo, a los órganos genitales externos y a las vísceras pélvicas asociándose con el plexo hipogástrico. El plexo sacro sin divisiones está, pues, formado por los siguientes nervios:
- Tronco lumbosacro, resultado de la fusión de la rama anterior del quinto nervio lumbar con una rama anastomótica que le envía el cuarto. Desciende a la cavidad pélvica por delante del ala del sacro y de la articulación sacroilíaca, por detrás del paquete neurovascular ilíaco interno, y se dirige oblicuamente hacia abajo y algo lateralmente hacia la escotadura ciática mayor.
- Rama anterior del primer nervio sacro, se desliza, después de su salida del sacro, por el  canal transversal que continúa al foramen sacro anterior. Se dirige abajo y lateralmente siguiendo el borde superior del músculo piriforme y se fusiona en la escotadura ciática mayor con el nervio lumbosacro. La arteria y las venas glúteas superiores se sitúan en el ángulo formado por la reunión de troncolumbosacro y la primera rama sacra fibras de la división anterior de los nervios sacros
- Segundo nervio sacro (nervio bigémino de Jehring), aparece a su salida del foramen sacro en el intervalo de los fascículos de inserción superior del piriforme. Se divide en dos ramas: una superior que se reúne con las ramas precedentes, otra inferior que se dirige al tercer par sacro.
- Tercer nervio sacro, cuya rama anterior , casi transversal, camina a lo largo del borde inferior del piriforme y se une casi por entero a la rama inferior del segundo par sacro.
- Rama anterior del cuarto nervio sacro, se divide a su salida del foramen sacro en dos ramos: un ramo ascendente que se une en ángulo agudo con el tercer nervio sacro, un ramo descendente que se dirige hacia el quinto. Este último ramo no participa en la constitución del plexo sacro; pertenece al plexo sacrococcígeo.

Todos los nervios que entran a formar parte del plexo sacro, con la excepción de la S3, se dividen en una división anterior o ventral y otra posterior o dorsal.
Los nervios que así forman el plexo sacro convergen en dirección de la parte baja del agujero ciático mayor y se unen formando una banda aplanada triangular. De las superficies anterior y posterior emergen numerosas varias colaterales.

## Relaciones
El plexo sacro tiene forma triangular con base medial y vértice lateral. Se extiende desde la articulación sacroilíaca por arriba, hasta el borde inferior de la escotadura ciática mayor por abajo. Sigue la concavidad del sacro. Está directamente en relación con las inserciones sacras del músculo piriforme, por delante del cual  se dispone.
El plexo sacro se encuentra localizado en la parte posterior del pelvis, entre el músculo piriforme y la aponeurosis del mismo músculo, tomando parte en la constitución de la fascia pélvica, particularmente delgada en este punto. Por medio de esta fascia, está en relación en frente con la arteria y vena iliaca interna, la uretra y el colon sigmoide. La arteria y vena glútea superior pasan justo entre el tronco lumbar de la L4 y L5 y el primer nervio sacro. Por su parte, la arteria y vena glútea inferior pasan entre el segundo y tercer nervio sacro.

## Distribución
El plexo sacro emite numerosas colaterales y una sola rama terminal, que es nervio ciático.

### Ramas colaterales del plexo sacro
Las ramas colaterales del plexo sacro, en número de once, se dividen en ramas anteriores o intrapélvicas y ramas posteriores o extrapélvicas.

#### Ramas colaterales anteriores
Las ramas colaterales anteriores son cinco. Todos estos nervios, salvo el del obturador interno, son considerados también como ramos colaterales del plexo puedendo, quien a su vez conformaría parte del plexo sacro (véase Constitución); se distribuyen por los órganos contenidos en la pelvis o por el perineo.
- Nervio del obturador interno
- Nervio rectales inferiores o hemorroidales inferiores
- Nervio del músculo elevador del ano y coccígeo
- Nervios esplácnicos pélvicos
- Nervio pudendo

#### Ramas colaterales posteriores
Las ramas colaterales posteriores son seis. Estos nervios pertenecen al plexo sacro propiamente dicho (ver Constitución).
- Nervio del obturador interno; para los músculos obturador interno y el gemelo superior
- Nervio del piriforme
- Nervio del cuadrado femoral; para los músculos cuadrado femoral y gemelo inferior
- Nervio glúteo superior
- Nervio glúteo inferior
- Nervio cutáneo posterior del muslo

### Rama terminal del plexo sacro
Nervio ciático o ciático mayor